# Đèo Chiềng Đông
Đèo Chiềng Đông là đèo trên quốc lộ 6 ở vùng ranh giới huyện Yên Châu và huyện Mai Sơn tỉnh Sơn La, Việt Nam .

## Vị trí
Đèo Chiềng Đông trên quốc lộ 6 ở vùng ranh giới xã Chiềng Đông huyện Yên Châu với xã Cò Nòi huyện Mai Sơn, Sơn La.
Đỉnh đèo ở xã Cò Nòi, cách ngã ba Cò Nòi cỡ 0,7 km. Ngã ba là điểm nối với quốc lộ 37 (quốc lộ được nâng cấp từ đường tỉnh 113 trước đây).
Tại vùng chân đèo gần cầu Chiềng Đông có Tượng đài chiến thắng Chiềng Đông, đặt ở bản Luông Mé xã Chiềng Đông .21°06′23″B 104°13′57″Đ / 21,106485°B 104,23252°Đ